# ناصر الدين محمود بن التتمش
ناصر الدين محمود (حكم: 1227 – 1229) هو ابن السلطان شمس الدين التتمش من زوجته قطب ، ابنة قطب الدين أيبك.   وكان حاكم منطقة أوده، وشغل فيما بعد منصب حاكم البنغال حتى وفاته في 1229. ثم في عام 1230، أعلن بلخا الخلجي، ابن أوده الخلجي، نفسه ملكًا مستقلاً للبنغال. وهكذا في عام 1231 هزمه التتمش وجعل علاء الدين جاني حاكم البنغال القادم.

## التاريخ
عندما تمرد غياث الدين أوده الخلجي على سلطان دلهي التتمش، أرسل ابنه ناصر الدين محمود مع علاء الدين جاني ليقود غزوًا ضد أوده.  هُزم أوده وقُتل، وأصبح ناصر الدين حاكم البنغال. حصل على لقب «ملك الشرق» من السلطان التتمش.
في 1228، هاجم ناصر الدين وقتل (حاكم في قمروبا 1185–1228)  ثم هاجم التبت بعد ذلك.
بعد الحكم لمدة سنة ونصف، توفي ناصر الدين في 1229.
| سبقه غياث الدين أوده الخلجي (السلالة الخلجية بالبنغال) | مماليك الهند بالبنغال 1227–1229 | تبعه علاء الدين دولة شاه الخلجي |